# NGC 5523
NGC 5523 (другие обозначения — UGC 9119, MCG 4-34-8, ZWG 133.18, KARA 621, IRAS14125+2533, PGC 50895) — спиральная галактика (Sc) в созвездии Волопас.
Этот объект входит в число перечисленных в оригинальной редакции «Нового общего каталога».